# Catharus
Catharus is een geslacht van vogels uit de familie van de lijsters (Turdidae). De wetenschappelijke naam van het geslacht is voor het eerst geldig gepubliceerd in 1850 door Bonaparte.

## Soorten
De volgende soorten zijn bij het geslacht ingedeeld:
- Catharus aurantiirostris – Geelbekdwerglijster
- Catharus bicknelli – Bicknells dwerglijster
- Catharus dryas – Goulds dwerglijster
- Catharus frantzii – Bergdwerglijster
- Catharus fuscater – Grijsrugdwerglijster
- Catharus fuscescens – Veery
- Catharus gracilirostris – Grijskeeldwerglijster
- Catharus guttatus – Heremietlijster
- Catharus maculatus – Sclaters dwerglijster
- Catharus mexicanus – Zwartkopdwerglijster
- Catharus minimus – Grijswangdwerglijster
- Catharus occidentalis – Bruinkopdwerglijster
- Catharus ustulatus – Dwerglijster